# Julian Dean
Julian Dean (Rotorua, Nueva Zelanda, 28 de enero de 1975) es un exciclista neozelandés.

## Biografía
Se inició en el ciclismo cuando era sólo un niño, en el club local de BMX en Waihi, donde consiguió dos veces el tercer lugar en el Campeonato de Nueva Zelanda. Dean probó en muchos deportes antes de pasar al triatlón. En 1997, Dean tuvo la oportunidad de correr en los Estados Unidos con el equipo de Shaklee y con el equipo de ciclismo de Mercurio en 1998.
En 1999 firmó con el ahora desaparecido US Postal, donde correría hasta el año 2001, ganando experiencia en las carreras de Europa. Después de haber corrido en un equipo basado para Lance Armstrong Dean fue en busca de nuevas oportunidades. Se unió al equipo Team CSC en 2002. Sin embargo, al poco de empezar se rompió la pierna en marzo de 2002 y estuvo de baja tres meses. Su primera victoria en Europa fue una victoria de etapa en el Tour de Valonia.
En 2004 firmó con el equipo Crédit Agricole como un hombre lanzador del velocista Thor Hushovd. Terminó 8.º en la sexta etapa del Tour de Francia de 2004, etapa que ganó Tom Boonen. Se perdió la edición de 2005 del Tour debido a una lesión sufrida en el Giro de Italia. Más tarde regresó para la edición de 2006.
Comenzó bien la temporada 2007 al ganar el campeonato neozelandés de ciclismo en ruta. Esta victoria le dio derecho a llevar los colores blanco y negro de Nueva Zelanda en su maillot en todas las carreteras que disputase.
Desde el año 2008, Dean ha corrido para el equipo Garmin-Transitions dirigido por Jonathan Vaughters. Una vez más comenzó el año ganando el nacional de Nueva Zelanda, celebrado en enero.
En 2009, durante la 13.ª etapa del Tour de Francia disputada entre Vittel y Colmar sufrió un disparo con un rifle de aire comprimido al igual que el ciclista español Óscar Freire de Rabobank. Le dispararon en el pulgar, pero pudo continuar terminando en 121.ª posición.
En 2009, Dean se convirtió en el único ciclista en comenzar y terminar las tres Grandes Vueltas en una misma temporada.
El 28 de diciembre de 2012 anunció su retirada del ciclismo tras diecisiete temporadas como profesional y con 37 años de edad, siendo su última carrera el campeonato de Nueva Zelanda en ruta disputada el 13 de enero de 2013.

## Palmarés
1999
- Tour de Wellington más 1 etapa
- 2 etapas de la Vuelta a Gran Bretaña

2001
- 1 etapa de la Vuelta a Castilla y León
- First Union Classic

2003
- 1 etapa del Circuito Franco-Belga
- 1 etapa de la Vuelta a Castilla y León
- Wachovia Classic
- Tour de Valonia, más 2 etapas

2007
- Campeonato de Nueva Zelanda en Ruta

2008
- Campeonato de Nueva Zelanda en Ruta

2010
- 3.º en el Campeonato de Nueva Zelanda en Ruta

## Resultados en Grandes Vueltas y Campeonatos del Mundo
| Carrera         | Carrera         | 1996 | 1997 | 1998 | 1999  | 2000 | 2001 | 2002 | 2003 | 2004  | 2005 | 2006  | 2007  | 2008  | 2009  | 2010  | 2011  | 2012  |
| --------------- | --------------- | ---- | ---- | ---- | ----- | ---- | ---- | ---- | ---- | ----- | ---- | ----- | ----- | ----- | ----- | ----- | ----- | ----- |
|                 | Giro de Italia  | —    | —    | —    | —     | —    | —    | —    | —    | —     | Ab.  | —     | 93.º  | Ab.   | 136.º | Ab.   | —     | —     |
|                 | Tour de Francia | —    | —    | —    | —     | —    | —    | —    | —    | 127.º | —    | 126.º | 107.º | 107.º | 121.º | 157.º | 145.º | —     |
|                 | Vuelta a España | —    | —    | —    | 112.º | —    | Ab.  | —    | F c. | —     | Ab.  | —     | —     | —     | 132.º | Ab.   | —     | 158.º |
| Mundial en Ruta | Mundial en Ruta | —    | —    | —    | Ab.   | —    | —    | 10.º | —    | —     | 9.º  | —     | —     | 35.º  | —     | 77.º  | 152.º | Ab.   |

—: no participa
Ab.: abandono
F. c.: fuera de control